# Alain Guellec
Alain Jean Louis Guellec (* 16. Januar 1961 in Saint-Guénolé, Département Finistère, Frankreich) ist ein französischer Geistlicher und römisch-katholischer Bischof von Montauban.

## Leben
Alain Guellec empfing am 17. Juni 1990 das Sakrament der Priesterweihe für das Bistum Quimper.
Am 17. April 2019 ernannte ihn Papst Franziskus zum Titularbischof von Senez und zum Weihbischof in Montpellier. Der Erzbischof von Montpellier, Pierre-Marie Carré, spendete ihm am 7. Juli desselben Jahres die Bischofsweihe; Mitkonsekratoren waren der Bischof von Quimper, Laurent Dognin, und der emeritierte Weihbischof in Montpellier, Claude Azéma.
Vom 11. Juli bis zum 23. Oktober 2022 war er während der Sedisvakanz Diözesanadministrator des Erzbistums Montpellier.
Am 29. Oktober 2022 ernannte ihn Papst Franziskus zum Bischof von Montauban. Die Amtseinführung fand am 15. Januar des folgenden Jahres statt.